# کندوپاش

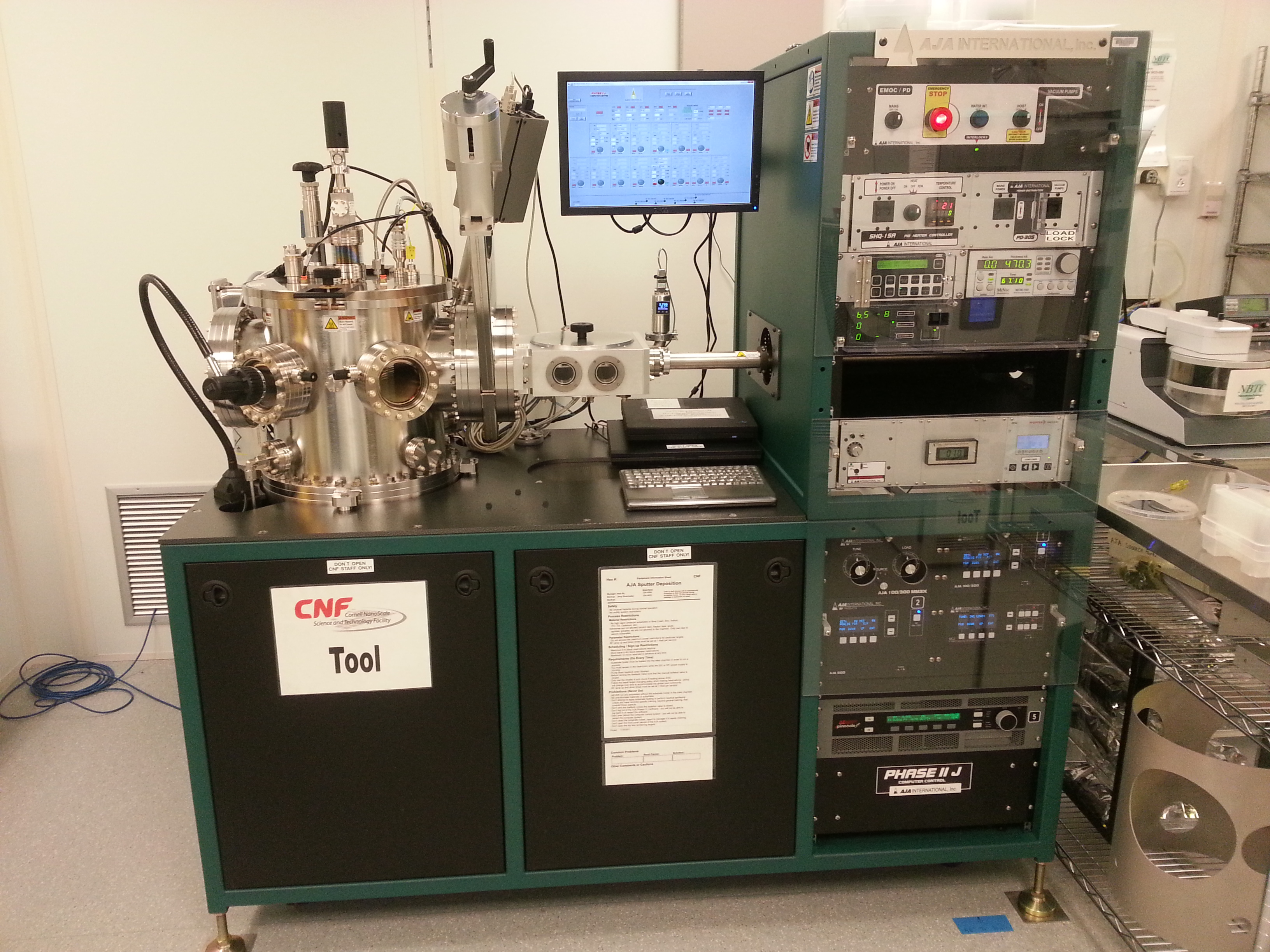
یک سیستم کندوپاش تجاری AJA Orion در مرکز علوم و فناوری Cornell NanoScale

کندوپاش یا اسپاترینگ (به انگلیسی: Sputtering) یکی از روش‌های لایه نشانی از فاز بخار است که به‌طور عمده برای تولید فیلم فلزات از نانو تا میکرو می‌باشد و تحت شرایط کنترل شده می‌توان نانوذراتی ۳ نانومتری هم به این شیوه بدست آورد.  اصل كندوپاش استفاده از انرژي پلاسما براي كندن اتم‌هاي سطحي عنصر هدف (به انگلیسی: target) و رسوب آن‌ها بر سطح بستر است. مانند سایر روش‌های لایه نشانی فیزیکی تحت شرایط خلأ، روش کندوپاش نیز شامل سه مرحلهٔ تبخیر مادهٔ منبع، انتقال بخار از منبع به جسم و تشکیل لایه نازک روی جسم با انباشت بخار منبع مورد نظر است. در روش کندوپاش، برای این‌که مادهٔ منبع به فاز بخار درآید،ابتدا محفظه متشكل از بستر، كاتد (هدف) و ساير اجزاء در خلاء بالا ( 6-^10 تا 2-^10 میلی‏ تور(mTorr)) از گازهاي آلاينده كه بر بازده كندوپاش موثر هستند تهي شده، در مرحله بعد گاز پراکندگی مثل آرگون تزريق مي‌شود. به‌ وسيله ايجاد اختلاف پتانسيل ميان آند و كاتد يا روش‌هاي ديگر تهييج، ابري از پلاسما شامل يون‌هاي Ar+ شكل مي‌گيرد كه به سمت كاتد شليك مي‌شوند. پس از برخورد، يون‌هاي آرگون تكانه حركت خود را صرف كنده‌شدن اتم‌هاي سطح هدف و پرتاب آن‌ها به سطح بستر مي‌كنند .

## تاریخچه
استفاده از کندوپاش برای ساخت یک لایه نازک اولین بار در سال ۱۸۵۲ میلادی گزارش شد و از آن زمان دوره‌های متفاوت جذابت و کم توجهی را به لحاظ اقتصادی و علمی گذارنده است. امروزه دانش کافی نسبت به فرایند پیچیده‌ای که حین بمباران یونی سطح هدف جامد رخ می‌دهد توسعه یافته و تجهیزات امروزی قابلت طراحی فرایندی تکرار پذیر و قابل کنترل را مهیا ساخته‌اند. پیشرفت این شاخه از علم که با اندرکنش یون- سطح مرتبط است با توسعه موازی فناوری خلأ بالا و روش‌های بسیار حساس میکرو آنالیز تسریع شد.

## سازوکار فرایند

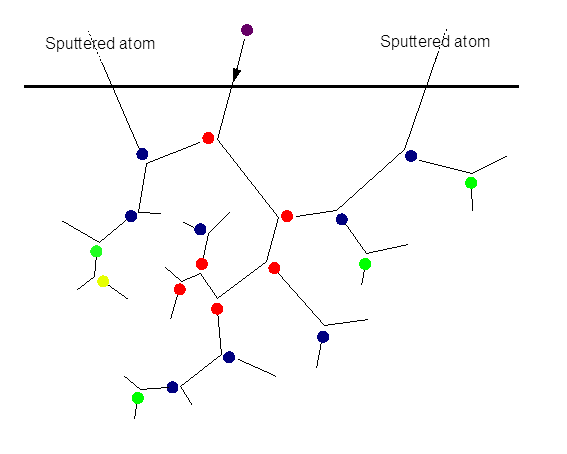
کندوپاشی از آبشار برخورد خطی. خط ضخیم موقعیت سطح را نشان می‌دهد، همه چیز زیر آن اتم‌های داخل ماده است و خطوط نازک‌تر، مسیرهای حرکت بالستیک اتم‌ها از ابتدا تا زمانی که در مواد متوقف شوند. دایره بنفش یون ورودی است. دایره‌های قرمز، آبی، سبز و زرد به ترتیب پس زدگی‌های اولیه، ثانویه، سوم و چهارم را نشان می‌دهد. دو اتم در حال خروج از نمونه هستند، یعنی اسپاتر شده‌اند.

لایه نشانی کندوپاش به‌طور ذاتی یک روش پوشش دهی خلاء است. در عمل ماده مورد نظر جهت لایه نشانی یا همان هدف در مقابل زیر لایه و در فشار اولیه ۱۰–۶ تا Torr 10-10 قرار می‌گیرید. معمول‌ترین شیوه تأمین یون، عبور مداوم گازی همچون آرگون است که فشار را به ۱ تا ۱۰۰ Torr افزایش داده قوس درخشان یا همان پلاسما را تشکیل می‌دهد. پتانسیل منفی بین ۰٫۵ تا ۵ kV به هدف اعمال می‌شود.
یون‌های شتابدار انرژی جنبشی بسیار بالایی دارند بطوری‌که رسیدن به این سطح انرژی با حرارت دادن به نمونه امکان‌پذیر نیست. به علاوه لایه ایجاد شده مورد اصابت ذرات مختلف اما کم انرژی مثل اتم‌های هدف، یون‌های برگشتی گاز آلاینده و غیره قرار می‌گیرند؛ بنابراین اندرکنش یون-سطح تنها منحصر به هدف نیست بلکه در سینیتیک جوانه زنی و رشد فیلم و نیز تأثیر بسزایی دارد و کنترل بمباران یونی در هدف، خواص و ریزساختار فیلم را تعیین می‌کند.

### حالات محتمل بمباران كاتد توسط يون
1- اتم‌هاي سطحي از كاتد خارج شوند؛ اين همان پديده كندوپاش مورد نظر است كه تاكنون به آن اشاره شد. 
2- يون‌هاي پرتاب‌شده در هدف ادغام شده و احتمالاً تركيب شكل دهند؛ به اين پديده كاشت يوني مي‌گويند.
3- يون‌ها روي سطح هدف متراكم شوند و تشكيل يك لايه نازك بدهند؛ اين اثر، رسوب يوني نام گرفته‌است.

## بازده كندوپاش
به منظور مشخص‌شدن نتيجه كندوپاش معياري به عنوان بازده كندوپاش در نظر گرفته شده‌است. بازده كندوپاش متاثر از مشخصات يون شليک شده (انرژي جنبشي و جرم) و مشخصات هدف (چگالي، انرژي اتصال اتم‌هاي سطحي و جرم آن‌ها) است. براي يك اتم از هدف، مي‌بايست يون‌ها بر حداقل انرژي اتصال اتم‌هاي سطحي ماده غلبه كنند كه معمولاً در حدود  30 تا 50  الکترون ولت براي تركيبات مرسوم است. 

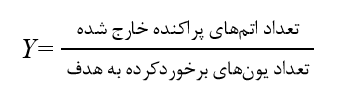

مفهوم بازده كندوپاش به صورت زير قابل تعريف است: 

### وابستگي انرژي بازده كندوپاش

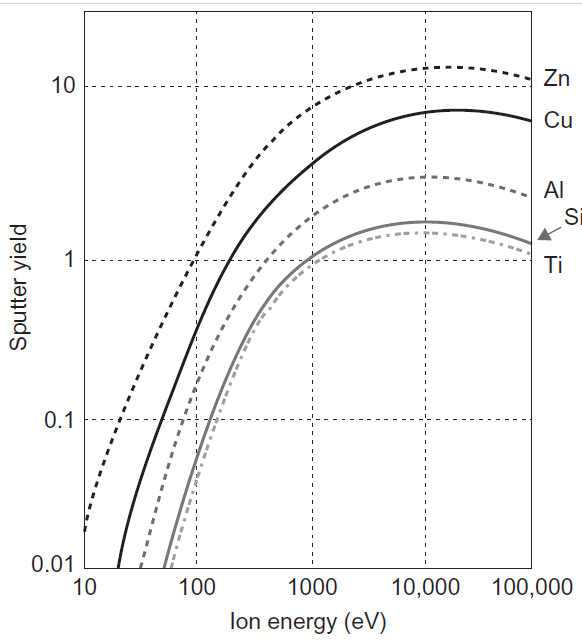
وابستگی انرژی بازده کندوپاش برای فلزات مختلف

بازده تابعي از انرژي يون‌هاي بمباران‌شده‌ است. اين وابستگي مناطق مختلف را شامل مي‌شود كه به ترتيب افزايش انرژي عبارتند از: 
الف. كندوپاش كم انرژي (آستانه فرعي): براي انرژي‌هايي كمتر از انرژي اتصال اتم‌هاي سطحي قراردارد، معمولاً بازده كم‌تر از واحد، در محدوده 6-10-2-10 است چراكه يون‌هاي بمباران‌شده تنها قادر به خارج‌كردن آزادترين اتم‌هاي سطحي يا گونه‌هاي مولكولي هستند.
ب. كندوپاش ضربه‌اي (رژيم آبشاري خطي): در محدوده انرژي eV 1000-10 از يون‌ها، به‌دليل غلبه بر انرژي اتصال اتم‌هاي سطحي ماده هدف، در اثر برخورد يون‌هاي شليك‌شده، تعدادي از اتم‌هاي سطحي و نزديك به سطح مي‌توانند از جايگاه تعادلي خود خارج و پس از برخورد با اتم‌هاي ديگر از سطح هدف خارج شوند. بازده كندوپاش در اين محدوده انرژي يون‌ها در حدود % 3 - 0/1 براي اغلب تركيبات متدوال است. اين محدوده انرژي براي كاربردهاي صنعتي مورد استفاده قرار مي‌گيرد.
پ. رژيم آبشاري غيرخطي: چنانچه انرژي بالاتر از eV 1000 باشد، يون‌ها به توانايي كافي براي جابجايي تعداد بالايي از اتم‌هاي كاتد خواهند رسيد. در اين حالت بازده در محدوده % 50 - 5 است. باتوجه به انرژي بالاي مورد نياز و انرژي بالاي اتم‌هاي جداشده از كاتد، اين رژيم در اغلب كاربردهاي صنعتي مطلوب و مورد استفاده نيست. 
ت. در انرژي‌هاي بالاتر از eV 50، به دليل شركت يون‌هاي شليك‌شده در پديده كاشت يوني، بازده كندوپاش كاهش مي‌يابد.

#### مدل ریاضی وابستگی بازده کندوپاش به انرژی

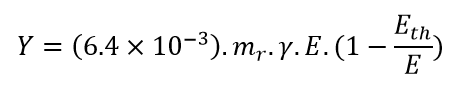

برای مدل‌کردن وابستگی بازده به انرژی از رابطه زیر که توسط جی‌ای ماهان پیشنهاد شده‌است افتاده می‌کنیم.
که در آن Y بازده کندوپاش،  جرم پس‌زدگی، γ ضریب جرم انتقال انرژی، E انرژی اولیه یون پیش از برخورد،  انرژی آستانه کندوپاش است.  

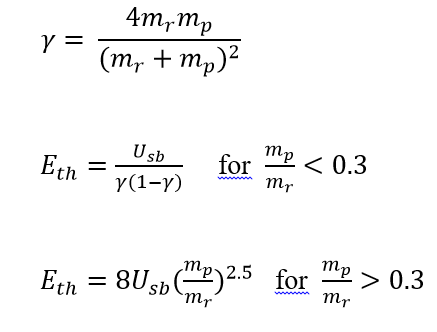

γ و  به ترتیب به صورت زیر محاسبه می‌شوند:
که در آن Y بازده کندوپاش،  جرم پس‌زدگی، γ ضریب جرم انتقال انرژی، E انرژی اولیه یون پیش از برخورد،  انرژی آستانه کندوپاش است.  
γ و  به ترتیب به صورت زیر محاسبه می‌شوند:

## انواع روش‌های کندوپاش

### RF plasma
باتوجه به محدودیت پلاسمای دیود برای دست‌یابی به سطوح بالای یونیزاسیون گاز و کندوپاش کاتد، جایگزینی منبع تغذیه متناوب با فرکانس رادیویی (RF) به همراه سخت‌افزار تطبیق امپدانس با منبع DC انجام گردید. توان متناوب این منبع با حرکت الکترون‌ها در پلاسما جفت شده و باعث افزایش زمان نگه‌داری در پلاسما، یونیزاسیون برخوردی بالاتر و چگالی بیش‌تر پلاسما می‌شود.
دستگاه‌های پلاسما RF علاوه بر فراهم‌کردن چگالی بالاتر برای کندوپاش فلزات، کندوپاش مواد عایق مانند سیلیکا و آلومینا را فراهم می‌آورند چراکه قطبیت متناوب کاتد از تجمع بار در سطح آن جلوگیری می‌کند.

### DC diode plasma
ساده‌ترین سیستم کندوپاش، DC diode، از دو صفحه، یک محفظه خلاء و یک منبع تغذیه جریان مستقیم تشکیل شده‌است. پس از اعمال خلاء و خارج نمودن آلودگی‌ها، گازی همچون آرگون با فشاری در محدوده mTorr وارد محفظه و به دو سر صفحات موازی اختلاف پتانسیل اعمال می‌شود. در ولتاژی بالاتر از ولتاژ شکست آستانه (بسته به نوع گاز، فشار محفظه و تریکبات کاتد)، اتم‌های گاز به صورت یونیزه (Ar+) درآمده و پلاسما تشکیل می‌شود. یون‌های آرگون به سمت کاتد با بار منفی کشیده می‌شوند. به‌طور همزمان الکترون به سمت آند حرکت می‌کند اما به دلیل جرم کم‌تر نسبت به یون دارای سرعت حرکت بالاتری است؛ در نتیجه یک غلاف تهی از الکترون در نواحی اطراف کاتد تشکیل و کاتد اصلاحاً دچار سقوط می‌شود. این لایه عاری از الکترون اختلاف پتانسیل میان آند و کاتد را تشدید کرده و سبب افزایش سرعت و شتاب‌گیری شلیک یون‌ها به کاتد می‌شود. در اثر برخورد یون‌ها به کاتد علاوه بر اتم‌های کنده‌شده، الکترون ثانویه نیز به منظور حفظ خنثی الکتریکی از کاتد ساطع می‌شود.
واکنش یونیزاسیون از طریق دو مکانیزم ادامه پیدا می‌کند: 1. با برخورد مستقیم الکترون‌های ثانویه به اتم‌های خنثی در پلاسما، 2. با ازفایش توزیع سرعت ماکسول (دما) الکترون‌هایی که از طریق تفرق الکترون-الکترون از قبل در پلاسما وجود دارد. مکانیزم دوم به یونیزاسیون از طریق برخورد مستقیم الکترون‌های ثانویه غالب است.
باتوجه به اینکه سطح مقطع یونیزاسیون در انرژی‌های الکترونی eV 100 به اوج خود می‌رسد و با افزایش بیش‌تر انرژی افت می‌کند، نمی‌توان فرآیند را با افزایش توان بیش‌تر افزایش داد. در نتیجه این روش دیگر مورد توجه صنعتی نیست.

### کندوپاش مغناطیسی
متداول‌ترین روش کندوپاش، کندوپاش مغناطیسی است که در آن میدان مغناطیسی به موازات سطح کاتد اعمال می‌شود. این عمل باعث می‌گردد تا الکترونها به جای طی مسیر به صورت مستقیم، به صورت مارپیچی حرکت کنند. در این صورت، علاوه بر این‌که الکترون‌ها پرانرژی‌تر می‌شوند، مسیر بیشتری را طی کرده و اتم‌های بیشتری از مادهٔ منبع را یونیزه می‌کنند؛ بنابراین میدان مغناطیسی، پلاسما را در اطراف سطح منبع محدود می‌کند که این دام الکترونی، آهنگ برخورد بین الکترون‌ها و مولکول‌های گاز که کندوپاش را به عهده دارند افزایش می‌دهد و سبب می‌شود که لایه نشانی در فشارهای پایین‌تر قابل انجام شود. میدان مغناطیسی با افزایش چگالی پلاسما، چگالی جریان در منبع یا کاتد را افزایش داده و در نتیجه آهنگ کندوپاشی افزایش می‌یابد. به دلیل پایین بودن فشار گاز، ذرات کنده شده فضای محفظه را بدون برخورد طی می‌کنند که منجر به افزایش آهنگ لایه نشانی می‌شود.
این روش در مقایسه با سایر روش‌ها، قابلیت لایه نشانی درمقیاس بزرگ را داراست؛ بنابراین برای کاربردهای صنعتی به‌طورگسترده استفاده می‌شود و به منظورافزایش آهنگ لایه نشانی ازکندوپاش مغناطیسی استفاده می‌گردد.
چنانچه ولتاژ منبع تغذیه از نوع DC باشد، کندوپاش مستقیم نام دارد و معمولاً برای لایه نشانی فلزات به کار گرفته می‌شود. برای لایه نشانی مواد عایق و نیمه رسانا از پتانسیل فرکانس رادیویی استفاده می‌شود.

#### پی‌وی‌دی

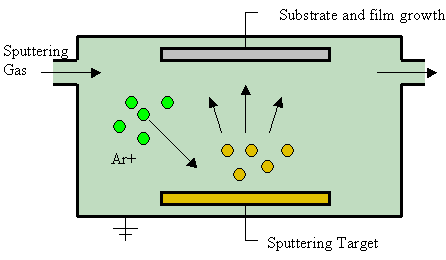
طرح‌واره‌ای از روش پی‌وی‌دی

پی‌وی‌دی (به انگلیسی: Physical Vapor Deposition (PVD)) یک روش پوشاندن سطوح با یک لایهٔ رسوبی می‌باشد. در این روش پوشش مورد نظر از جسم منبع جدا شده و روی سطح مورد نظر رسوب می‌کند.

#### کاربردها
یکی کاربردهای گستردهٔ این روش، در تولید هارد دیسک کامپیوتر است. پی‌وی‌دی به‌طور گسترده در صنعت نیم‌رساناها برای رسوب دادن لایه‌های نازک از مواد مختلف بر روی تراشه‌های الکترونیکی می‌باشد. از آنجا که در این روش از دمای پایین استفاده می‌شود، کندوپاش یک روش ایده‌آل برای رسوب‌دهی فیلم نازک فلزات برای تولید ترانزیستورها است. همچنین در کاربردهای بصری برای ایجاد پوشش‌های نازک ضد انعکاس بر روی شیشه از این روش استفاده می‌گردد. یکی دیگر از کاربردهای آشنا از پی‌وی‌دی، ایجاد پوشش کم تشعشع بر روی شیشهٔ دوجداره است؛ این پوشش چند لایه حاوی نقره و اکسید فلزات مانند اکسید روی، اکسید قلع، یا دی‌اکسید تیتانیوم است. این روش همچنین برای ایجاد لایهٔ فلزی (به عنوان مثال آلومینیوم) در فرایند ساخت سی دی و دی وی دی مورد استفاده قرار می‌گیرد.

##### پوشش کندوپاش

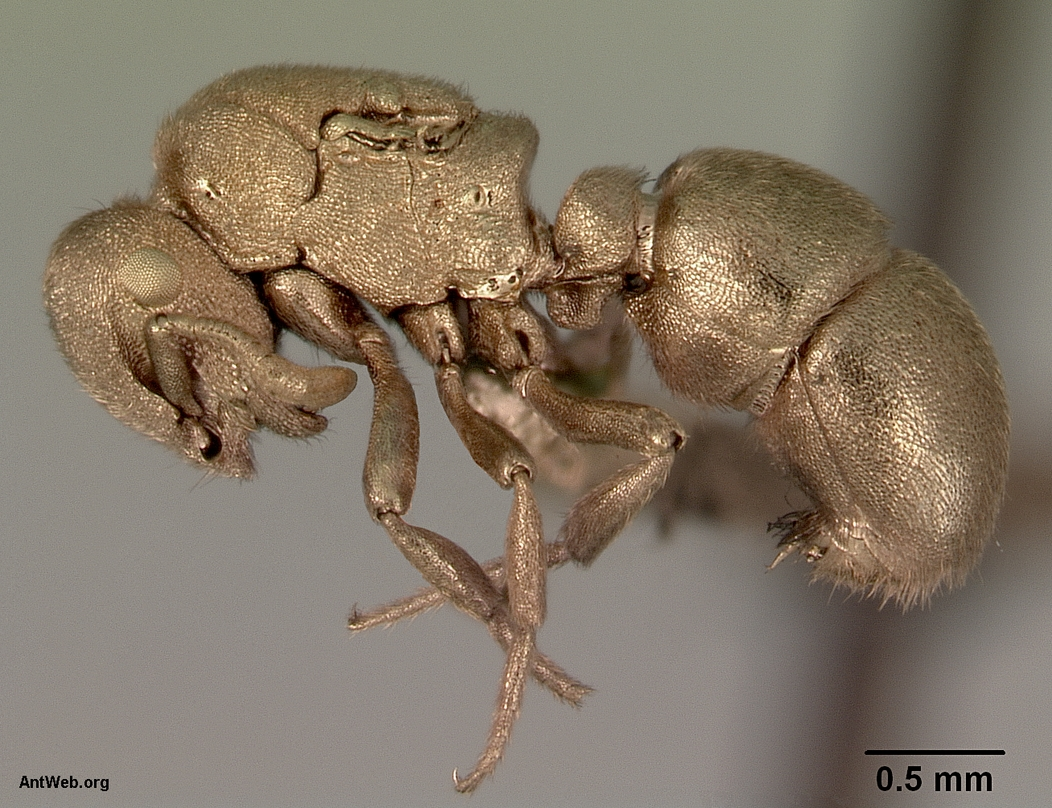
پوشش کندوپاش یک مورچه به عنوان نمونه برای میکروسکوپ الکترونی روبشی

پوشش کندوپاش در میکروسکوپ الکترونی روبشی (به انگلیسی: Scanning Electron Microscopy(SEM)) یک روش کندوپاش است که در آن پوششی از یک مادهٔ رسانا بر روی یک نمونهٔ آزمایشگاهی یا مدل ایجاد می‌شود. این مادهٔ رسانا معمولاً فلزاتی مانند آلیاژ طلا و پالادیوم می‌باشد. پوشش رسانا برای جلوگیری از باردار شدن نمونه در هنگام برخورد الکترونها می‌باشد.

#### مقایسه با سایر روش‌های رسوب‌دهی
یک مزیت مهم روش کندوپاشی این است که به راحتی می‌توان پوششی از انواع مواد حتی مواد با نقطه ذوب بسیار بالا را ایجاد کرد در حالی که تبخیر یا ذوب این مواد بسیار پرهزینه یا غیرممکن است. پوشش‌های ایجاد شده توسط کندوپاشی ترکیبی نزدیک به مادهٔ منبع دارند و تفاوت آن‌ها به دلیل اختلاف در پاشش ذرات مختلف به‌خاطر تفاوت در وزن آن‌ها است (عناصر سبک‌تر به راحتی توسط گاز منحرف می‌شوند). لایهٔ ایجاد شده توسط روش کندوپاش معمولاً چسبندگی بهتری نسبت به لایه‌های ایجاد شده توسط روش‌های تبخیری دارد. منابع کندوپاش حاوی مقدار زیادی ماده برای پوشش‌دهی هستند و هزینهٔ تعمیر و نگهداری مناسبی دارند. منابع کندوپاش دمای پایینی دارند و برای جلوگیری از گرمایش آن‌ها معمولاً از خنک‌کاری با آب سرد استفاده می‌شود. به دلیل دمای پایین، منابع کندوپاش با گازهایی مانند اکسیژن واکنش نمی‌دهند که این نیز یک مزیت بسیار مهم به‌شمار می‌رود.

#### انواع دستگاه کندوپاش مغناطیسی
دستگاه کندوپاش می‌تواند طراحی‌های مختلفی داشته باشد:
1. در سیستم کندوپاش مغناطیسی، میدان مغناطیسی در مجاورت کاتد، تله‌ای را برای الکترون‌ها تشکیل می‌دهد. این میدان مغناطیسی چندان قوی نیست که بتواند یون‌ها را تحت تأثیر قرار دهد. الکترون‌ها تحت تأثیر میدان یکنواخت الکتریکی دارای سرعت در جهت مستقیم می‌باشند اما از آن جایی که در این نوع سیستم‌ها میدان مغناطیسی نیز وجود دارد، الکترون‌ها در راستای میدان الکتریکی حرکت مارپیچ خواهند داشت (بنابراین مسیر بیشتری را برای یونیزه کردن تعداد بیشتر اتم‌ها می‌پیماید). الکترون‌ها در صورتی می‌توانند از تله خارج شوند که انرژی آن‌ها چند صد الکترون‌ولت باشد. با برخورد الکترون‌هایی با انرژی چند صد الکترون‌ولت اتم‌های گاز تبدیل به یون می‌شوند. از مزایای این دستگاه گرم نشدن هدف، نرخ بالای لایه نشانی و قابلیت لایه نشانی در سطوح بزرگ است.
2. سیستم کندوپاش با دیود موازی که ساده‌ترین نوع سیستم است و در آن منبع و جسم مورد نظر به موازات یکدیگر قرار گرفته‌اند.
3. سیستم کندوپاش با دیود مسطح که در آن جسم و منبع مجاور هم قرار می‌گیرند. در این نوع سیستم در حین بمباران یونی، سطح زیرلایه نیز بمباران شده و آلودگی‌های آن تمیز می‌شود. هر چند بیش‌ترین چسبندگی منبع با سطح جسم در این نوع سیستم حاصل می‌شود که اتفاق مطلوبی است، اما در این نوع سیستم برای ایجاد پلاسما به فشارهای بالاتری نیاز است و در نتیجه حرکت بالستیک اتم‌های کنده شده از هدف به حرکت نفوذی تبدیل می‌شود. در واقع این اتم‌های کنده شده حین رسیدن به زیرلایه، با اتم‌های محیط برخورد کرده و از مسیر خود منحرف می‌شوند و به دنبال آن نرخ لایه نشانی کاهش می‌یابد و همچنین باعث آلودگی زیاد محفظه نیز می‌شود.

در کندوپاش از نوع دیودی، کاتد بایستی رسانای الکتریسیته باشد. برای عناصر و ترکیبات غیررسانا از سایر روش‌های کندوپاش می‌توان استفاده کرد. از طرفی در این روش نرخ کنده شدن ذرات از روی کاتد بیش‌تر از نرخ لایه نشانی بر روی سطح جسم است.

### زُدایش
زدایش (به انگلیسی: Etching) در صنعت نیم‌رساناها کاربرد دارد. در این صنعت، برای زدایش سطح از روش کندوپاش استفاده می‌شود. این روش زمانی کاربرد دارد که زدایش‌های نامنظم و در راستای عمود بر جسم مطلوب باشند.